# Luigi Arnone
Luigi Arnone (Serradifalco, 14 novembre 1921 – Palermo, 14 febbraio 2020) è stato un politico italiano.

## Biografia
Ufficiale dei Bersaglieri, partecipò alle operazioni belliche in Albania, in Bosnia e in Africa Settentrionale.
Dopo essere stato professore ordinario di italiano e latino nei licei, fu senatore nella V e VI legislatura. Ricoprì la carica di Segretario del Consiglio di Presidenza del Senato della Repubblica dal 1970 al 1976.